# Medinaceli

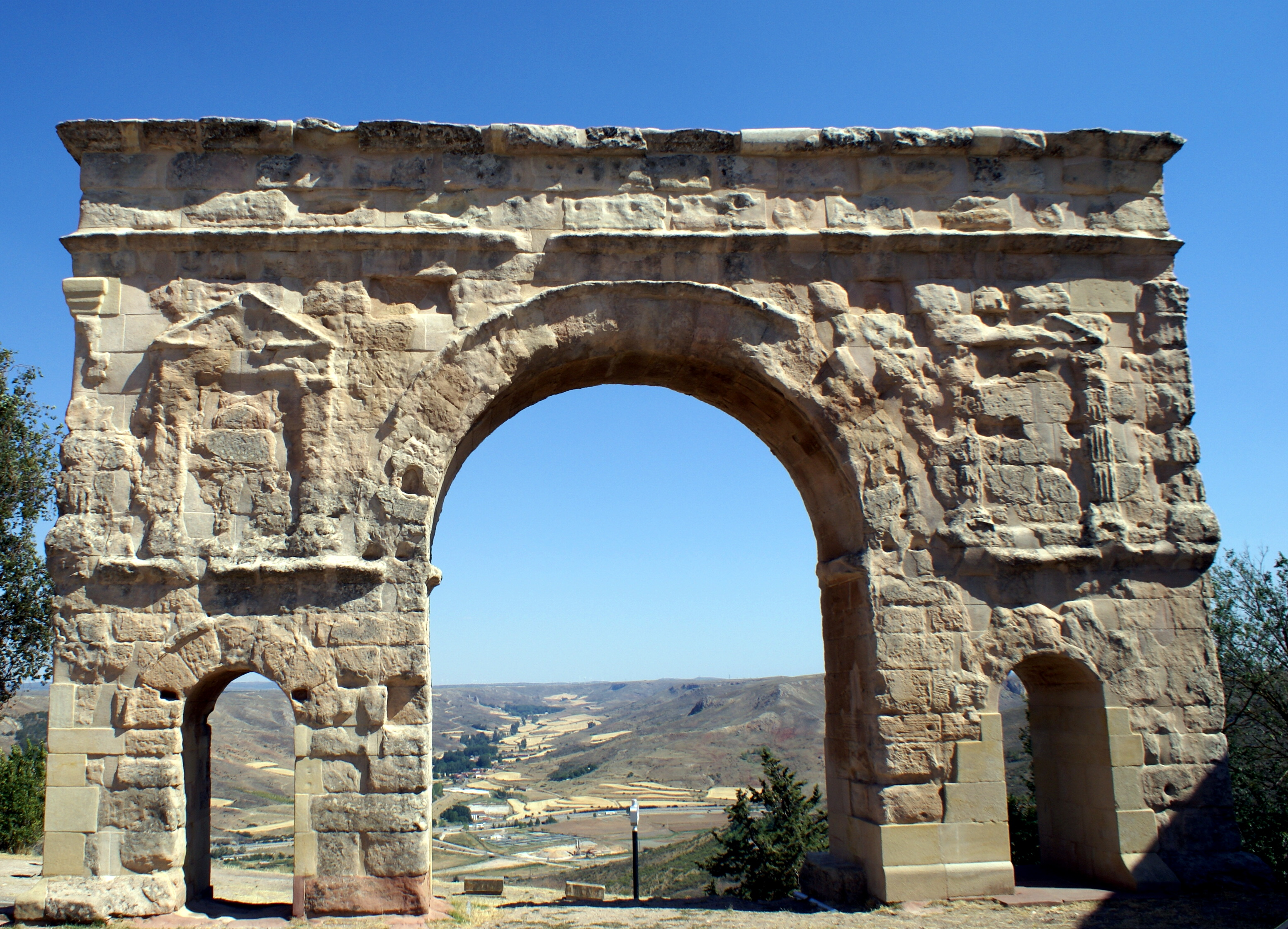
Der antike Triumphbogen ist das Wahrzeichen der Stadt

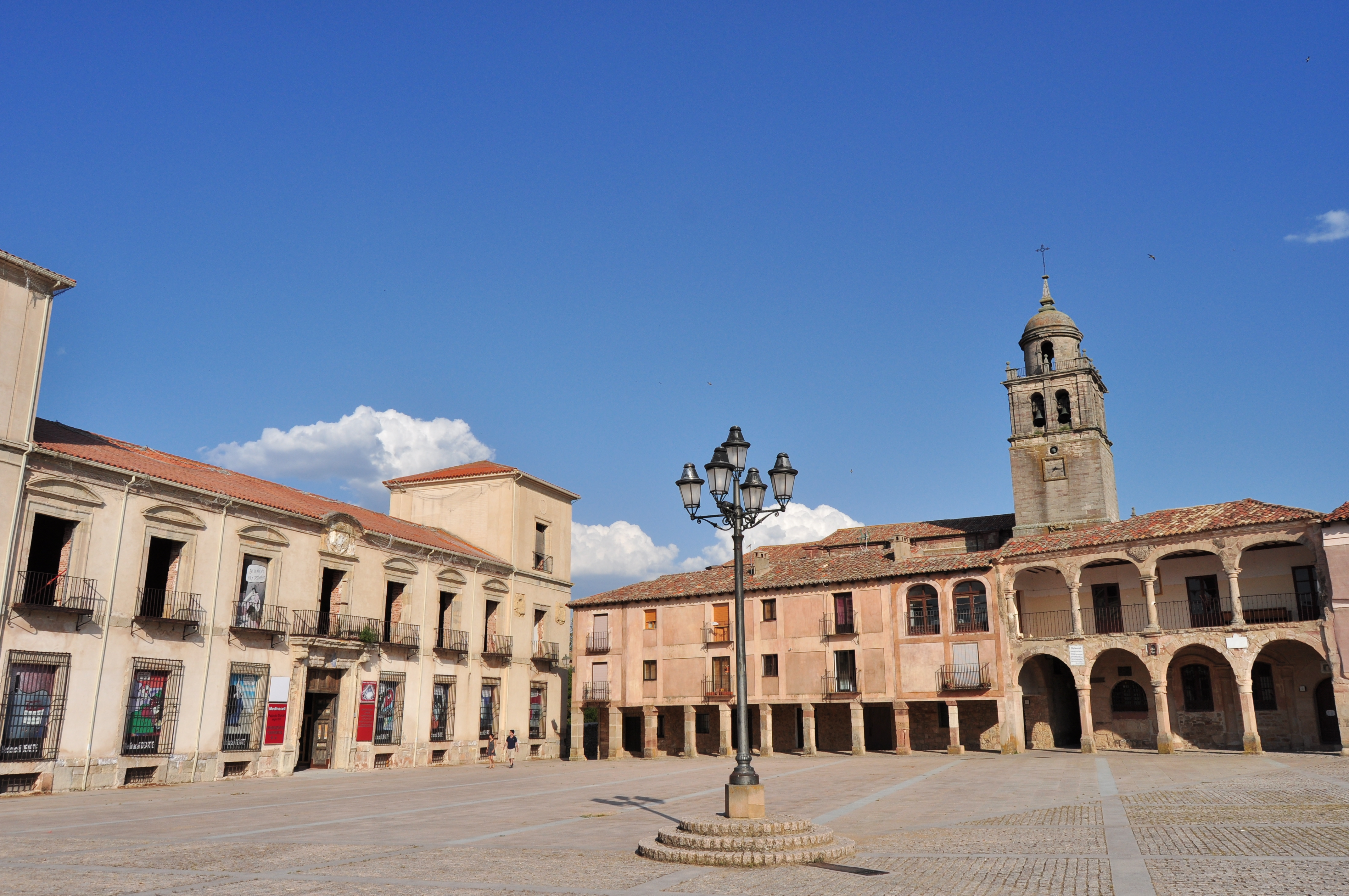
Medinaceli – Plaza Mayor

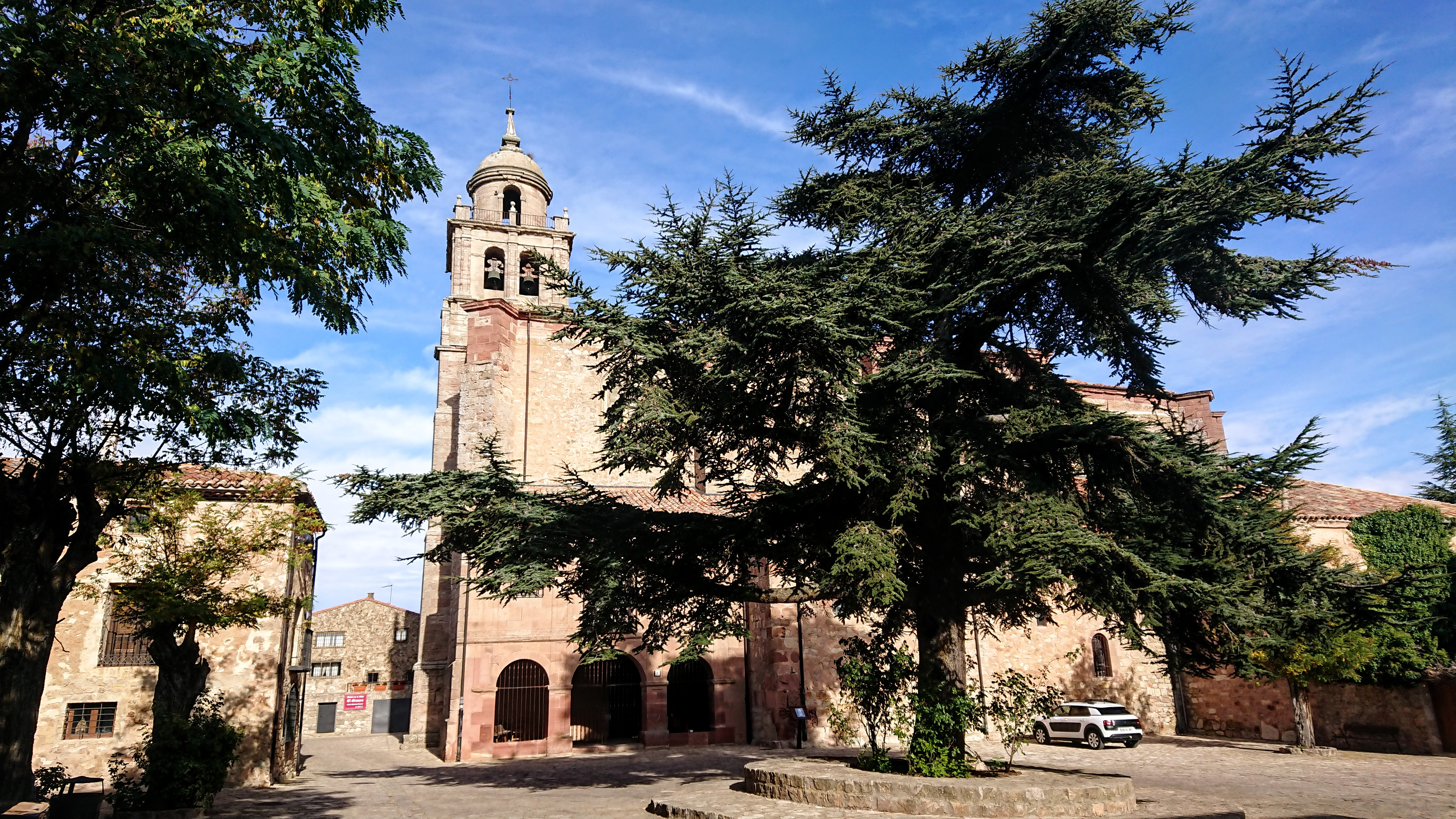
Medinaceli – Colegiata de Nª Señora de la Asunción

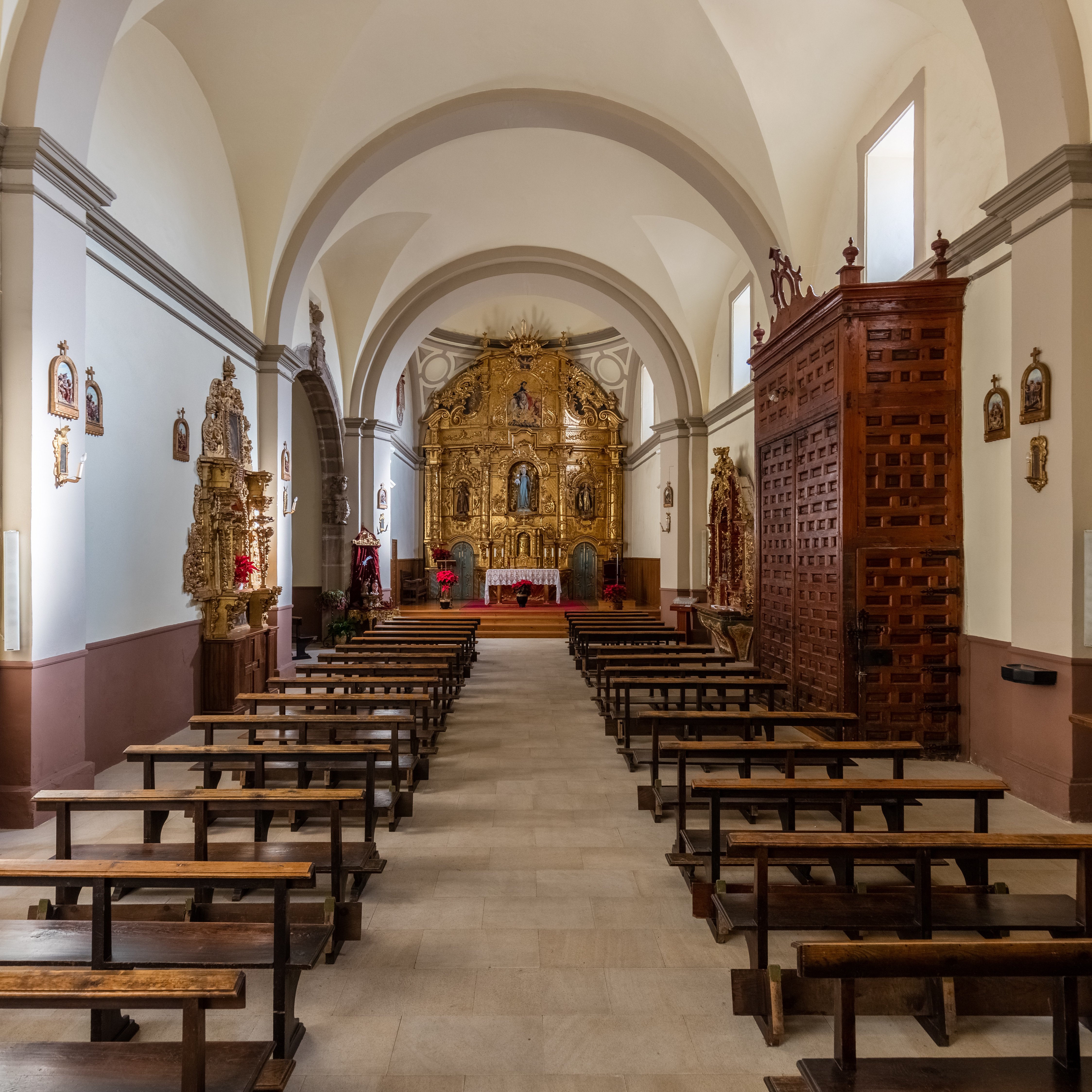
Kirche des Convento de Santa Isabel

Medinaceli (römisch: Occilis, arabisch مدينة سالم, DMG Madīnat Sālim) ist ein Ort und eine aus mehreren Weilern (pedanías) bestehende Gemeinde (municipio) mit 671 Einwohnern (Stand: 2024) im Süden der Provinz Soria in der Autonomen Gemeinschaft Kastilien-León in Spanien. Das historische Ortszentrum wurde als Kulturgut (Bien de Interés Cultural) in der Kategorie Conjunto histórico-artístico eingestuft. Der Ort liegt am Camino del Cid.

## Lage und Klima
Der historische Ortskern von Medinaceli liegt auf einem Burgfelsen gut 76 km (Fahrtstrecke) südlich der Provinzhauptstadt Soria in einer Höhe von etwa 1205 m; etwa 50 m tiefer befindet sich der Bahnhof, um welchen herum sich ein Neustadtviertel (Barrio nuevo) mit wirtschaftlichen und administrativen Institutionen entwickelt hat. Die sehenswerte Stadt Sigüenza ist nur ca. 30 km in südwestlicher Richtung entfernt. Der Río Jalón verläuft nur ca. 1 km östlich des Ortes. Das Klima ist im Winter rau, im Sommer dagegen gemäßigt bis warm; Regen (ca. 540 mm/Jahr) fällt übers Jahr verteilt.

## Bevölkerungsentwicklung
| Jahr      | 1857 | 1900 | 1950 | 2000 | 2017 |
| Einwohner | 1393 | 1046 | 809  | 701  | 744  |

Als Folge der zunehmenden Trockenheit, der Mechanisierung der Landwirtschaft, der Aufgabe von zahlreichen bäuerlichen Kleinbetrieben und des daraus resultierenden geringeren Arbeitskräftebedarfs ist die Zahl der Einwohner seit Beginn des 20. Jahrhunderts konstant rückläufig; erst zu Beginn des 21. Jahrhunderts fand eine Stabilisierung statt.

## Wirtschaft
Die Landwirtschaft, auch die Milch- und Weidewirtschaft, spielte über Jahrhunderte hinweg die wichtigste Rolle im vorwiegend auf Selbstversorgung ausgerichteten Wirtschaftsleben der Gemeinde. Im Ort selbst haben sich Händler, Handwerker und Dienstleister aller Art niedergelassen, die von den Bauern mitversorgt werden mussten – zu diesem Zweck gab es Straßenmärkte. Die Verbesserung der Infrastruktur im 20. Jahrhundert führte zu einer Regionalisierung der Absatzmärkte. Seit den 1970er Jahren hat der Tourismus eine immer größer werdende Bedeutung im Wirtschaftsleben erlangt.

## Geschichte
Auf dem Burgberg gab es möglicherweise eine Siedlung des keltiberischen Stammes der Beller. Die Römer besetzten den Ort im Keltiberischen Krieg (193–178 v. Chr.) und nannten ihn Occilis; unter den Römern erlebte der Ort eine wirtschaftliche und kulturelle Blütezeit. Westgotische Spuren gibt es nicht. Im 8. Jahrhundert überrannten arabisch-maurische Heere beinahe die gesamte Iberische Halbinsel; sie wurden jedoch im 10. und 11. Jahrhundert auf die Duero-Grenze zurückgedrängt. In den Jahren 1128/29 eroberte Alfons I. von Aragón (reg. 1104–1134) im Rahmen der Reconquista das Gebiet um Medinaceli für die Christen zurück. Seit dem Jahr 1368 gibt es das Grafengeschlecht von Medinaceli, denen im Jahr 1479 von den Katholischen Königen Isabella und Ferdinand die Herzogswürde verliehen wurde.

## Sehenswürdigkeiten
- Der wahrscheinlich im 1. Jahrhundert n. Chr. errichtete und insgesamt eher schmucklose römische Triumphbogen ist das Wahrzeichen der Stadt; er ist 13,20 m breit, 8,20 m hoch und 2,10 m tief. Er ist der einzige dreitorige Ehrenbogen aus römischer Zeit in Spanien.[6]
- Etwa 150 m westlich davon befindet sich die Plaza de San Pedro, wo Teile eines römischen Fußbodenmosaiks freigelegt wurden.
- Auf der gegenüberliegenden Seite des Burgfelsens erhebt sich an der Stelle einer maurischen Festung (hisn) das weitgehend rekonstruierte Castillo.[7]
- Die einschiffige Kollegiatkirche der Nuestra Señora de la Asunción entstand um die Mitte des 16. Jahrhunderts. Bemerkenswert ist der spätbarocke Hochaltar im Stil des Churriguerismus. In einer Seitenkapelle befinden sich die Grabmäler der ersten Herzöge.
- Die ca. 5000 m² große Plaza Mayor mit ihren Arkadenhäusern ist einer der schönsten Plätze Altkastiliens.[8]
- Hier befindet sich auch der im 16. Jahrhundert erbaute ehemalige Getreidespeicher (alhóndiga) der Stadt, dessen doppelgeschossige Arkadenfassade das Bild des Platzes bereichert.[9]
- Der Herzogspalast (Palacio Ducal) ist ein Werk des 17. Jahrhunderts; sein Architekt war Juan Gómez de Mora, dessen Werk dem späten Herrera-Stil zuzurechen ist und der bereits wenige Jahre zuvor zusammen mit seinem Vater den annähernd baugleichen Herzogspalast von Lerma entworfen und gebaut hatte. Das Innere ist zu einem Museum für Moderne Kunst umgestaltet worden.[10]
- Auf der Nordseite der Plaza Mayor befindet sich die Aula Arqueológica de Medinaceli, ein interessantes stadtgeschichtliches Museum.[11]
- Der Convento de Santa Isabel gehörte dem Klarissenorden und wurde im 16. Jahrhundert erbaut. Die einschiffige Kirche besitzt 5 eindrucksvolle barocke Schnitzaltäre.
- Der Palacio de los Marqueses de Casablanca mit seiner zweigeteilten Bruchsteinfassade ist ebenfalls ein eindrucksvolles Bauwerk des 16. Jahrhunderts.
- Am Ortsrand steht die im 16. Jahrhundert erbaute Ermita del Humilladero.
- In einem Gebäude des 19. Jahrhunderts befindet sich das im Jahre 2022 gegründete Museum für erotische Kunst: La Maison d’Eros.[12]

## „Toro Júbilo“-Festival
Bekanntheit erlangte die Stadt weltweit wegen des „Toro-Júbilo“-Festivals. Bei diesem Spektakel wird einem lebenden Stier ein Gestell mit Kugeln oder Bällen aus Teer und anderem brennbaren Material auf den Kopf gebunden. Die Kugeln oder Bälle werden angezündet. Dann rennt der Stier zur allgemeinen Belustigung über einen Platz. Viele Tierschutzvereine und Organisationen laufen Sturm gegen diese Veranstaltung und bezeichnen das Fest als Tierquälerei und „barbarischen Akt“.